# Lausitzer Grubenbahn

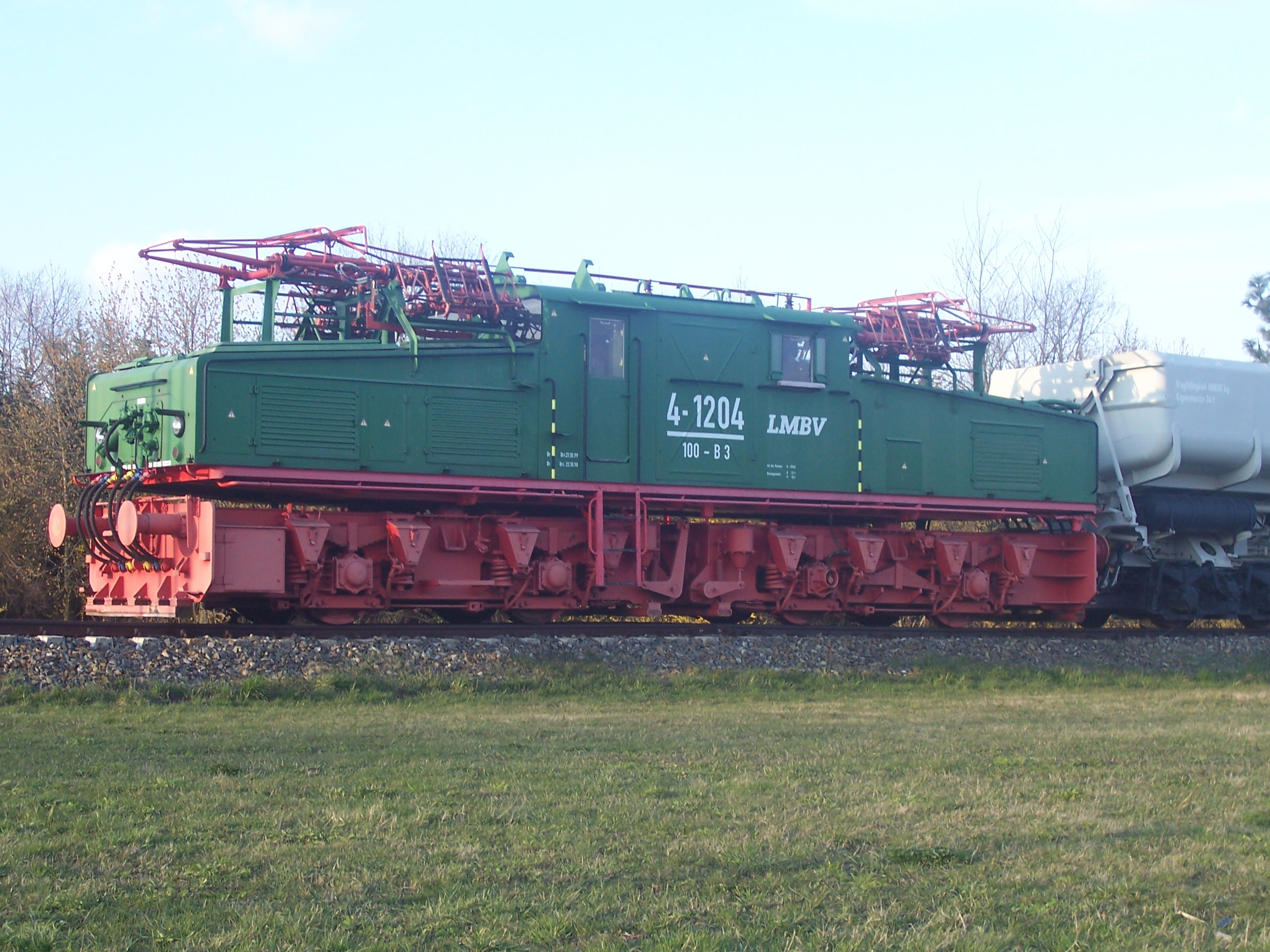
Bergbaulokomotive Reihe EL 2 für die mit Normalspur betriebenen Kohleverbindungsbahnen

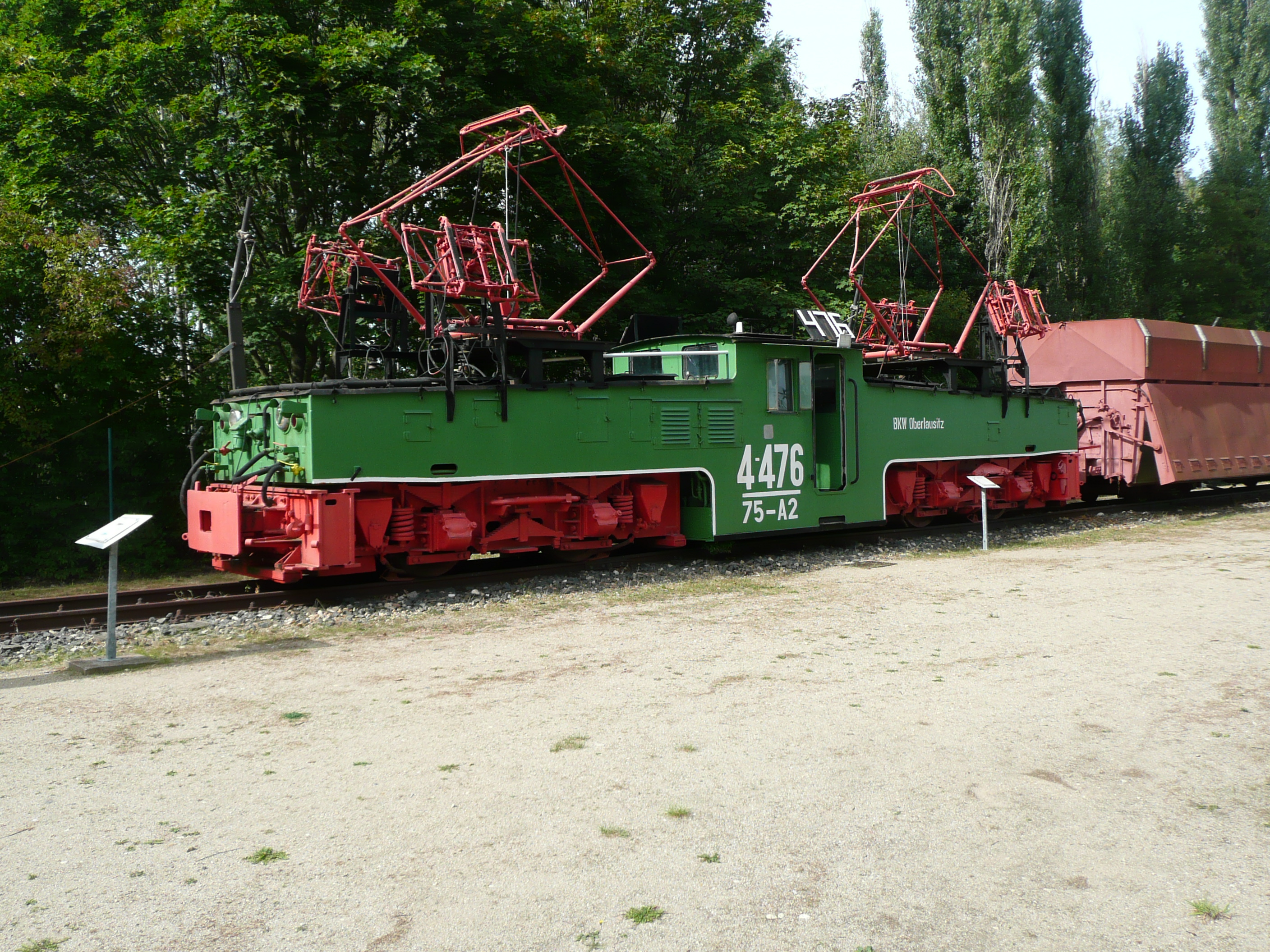
Bergbaulokomotive Reihe EL 3 für die mit Spurweite 900 mm betriebenen Kohleverbindungsbahnen

Als Lausitzer Grubenbahn werden die Grubenbahnen in Sachsen und Brandenburg bezeichnet. Sie dienen dem Transport der in den Lausitzer Tagebauen geförderten Braunkohle zu den entsprechenden Kraftwerken, wie dem Kraftwerk Boxberg.

## Geschichte

### Schmalspurige Förderbahnen
Die Grubenbahnstrecken im Lausitzer Revier wurden noch vor dem Ersten Weltkrieg mit der in vielen Braunkohlerevieren üblichen Spurweite von 900 mm von den Großkonzernen wie Ilse Bergbau AG und Werminghoff zwischen den Förderstellen der Braunkohle und den Verarbeitungsbetrieben wie den Brikettfabriken in Domsdorf, Knappenrode oder Laubusch eröffnet. Die Förderstellen erstreckten sich in den Ausdehnungen Ost/West zwischen dem Tagebau Reichwalde und Tagebau Klettwitz-Nord sowie Nord/Süd zwischen dem Tagebau Cottbus-Nord und Tagebau Werminghoff I nach der Flutung 1945 Knappensee. Die westlichste Ausdehnung hatten die Grubenbahnstrecken fast bei Falkenberg/Elster bei der Brikettfabrik Louise in Domsdorf und Wildgrube.
1990 sollen noch 268 Kilometer der schmalspurigen Kohlebahnstrecken vorhanden gewesen sein. In Sachsen hatte das Schmalspurnetz noch fünf Strecken mit einer Gesamtlänge von 90 Kilometern. Diese erstreckten sich über die Strecken Bahnstrecke Kausche–Lauta, Bahnstrecke Bluno–Knappenrode, Bahnstrecke Knappenrode–Laubusch, Bahnstrecke Koselbruch–Heide, und Bahnstrecke Kortitzmühle–Meuro. Auf den Bahnlinien waren noch eisenbahnspezifische Besonderheiten wie Schienenkreuzungen mit Werkbahnen geringerer Spurweite, Dreischienengleis mit der Bahnstrecke Straßgräbchen-Bernsdorf–Hoyerswerda oder anderen zweispurigen Grubenbahnlinien sowie durchgängig Oberleitungsbetrieb mit Holzmastenbauart. In Brandenburg besteht das Streckennetz aus den beiden Teilnetzen von Senftenberg und Lauchhammer und beinhaltete die Bahnstrecke Tröbitz–Kleinleipisch, Bahnstrecke Plessa–Kleinleipisch, Bahnstrecke Kleinleipisch–Klettwitz Nord Bahnstrecke Lauchhammer Süd–Senftenberg, Bahnstrecke Kleinleipisch–Brikettfabrik 64, Bahnstrecke Grünewalde–Kraftwerk 67, und Bahnstrecke Brieske–Meuro. Die Fahrleitungen waren mit 1200 V Gleichspannung elektrifiziert.

### Normalspurige Förderbahnen
Mit dem Ausbau des Braunkohlebergbaues nach dem Zweiten Weltkrieg wurden neu aufgeschlossene Tagebaue in der Lausitz mit leistungsfähigeren Regelspurstrecken erschlossen. Auch Verbindungsstrecken zu den Kraftwerken, Brikettfabriken und Übergabebahnhöfen zum öffentlichen Eisenbahnnetz wurden regelspurig angelegt oder darauf umgespurt. Für die verbliebenen schmalspurigen Strecken waren Umlademöglichkeiten in Sabrodt und bei Knappenrode. Die Gründe für den weiteren Verbleib der Schmalspur waren die großen Bunkerbrücken in der Brikettfabrik Laubusch und beim Kraftwerk in Lauta. Beide beendeten ihren Betrieb um 1992. Der Schmalspurbetrieb im Lausitzer Revier endete 1999. Die normalspurigen Strecken sind auch heute (2024) noch betriebsbereit und haben ihre Betriebsmittelpunkte beim Kraftwerk Boxberg, Kraftwerk Schwarze Pumpe, Kraftwerk Jänschwalde und Senftenberg. Nach 1990 waren noch 913 km an regelspurigen Gleisanlagen vorhanden incl. die Werkbahnen in Boxberg, Schwarze Pumpe und die Förderstellen wie Tagebau Nochten. In Sachsen ist heute (2024) noch in Betrieb die Bahnstrecke Schwarze Pumpe–Knappenrode in dem Abschnitt Schwarze Pumpe bis Boxberg. 

### Museumsbahn

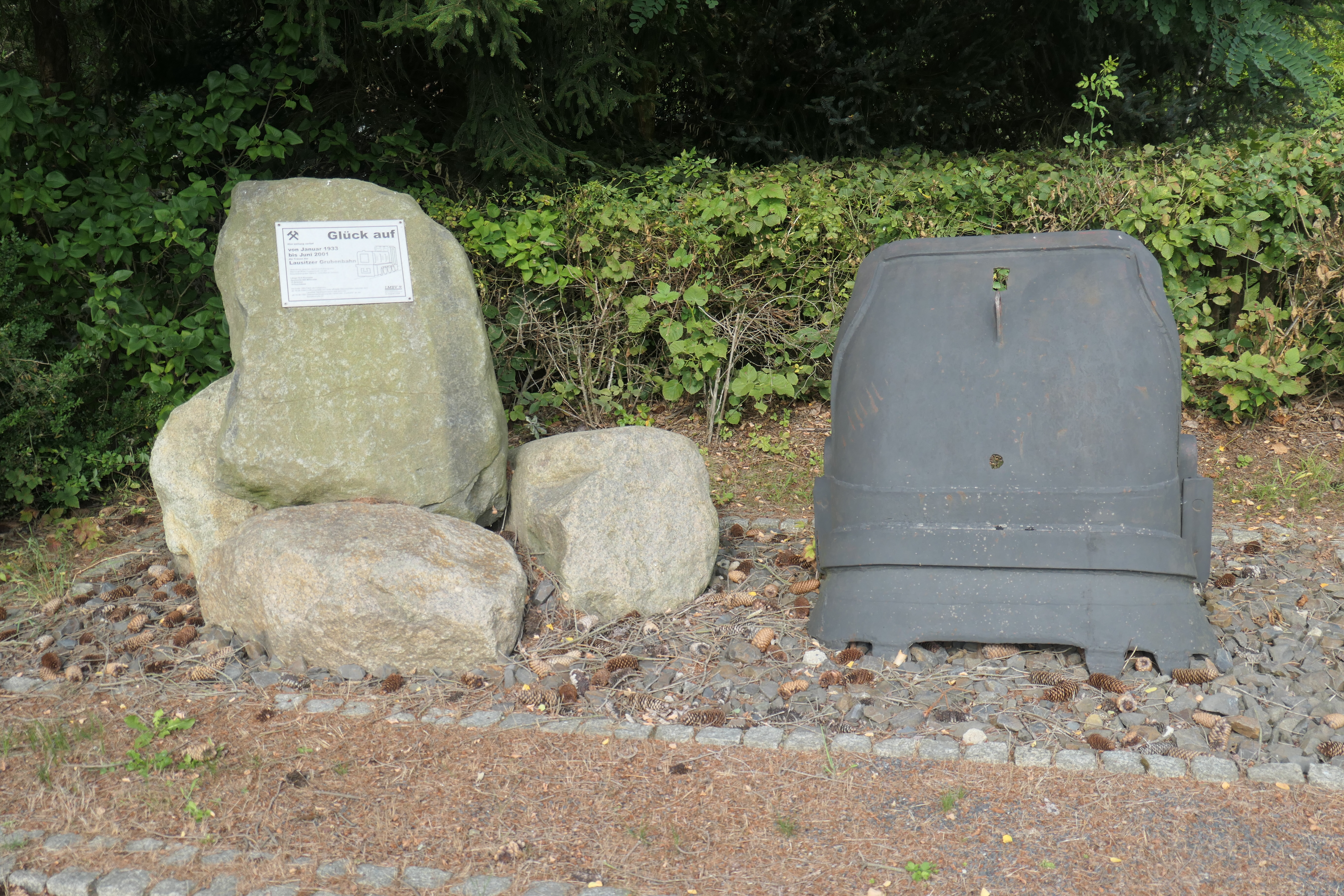
Gedenkstein der Lausitzer Grubenbahn in Scheckthal

Nach der Stilllegung der Grubenbahnstrecke und dem Abbau der Fahrleitung wurde ein 15,5 Kilometer langer Schmalspurabschnitt zwischen Knappenrode und dem Haltepunkt Auerhahn am Rande des Dubringer Moors touristisch genutzt. Die erste offizielle Fahrt fand im Jahr 1994 mit Diesellokomotiven V 10 C und vier Schmalspurwagen statt, wovon ein offener Wagen zur Fahrradmitnahme genutzt wurde. Der dauerhafte Betrieb durch den Förderverein Lausitzer Grubenbahn e. V. war nicht möglich, weil die Fahrstraßen mit Ausrichtung nach Kamenz des gestiegenen Straßenverkehrs wegen erweitert werden mussten. 2001 wurde die Bahnstrecke endgültig stillgelegt und teilweise zurückgebaut. Eine geplante Anbindung von Wittichenau oder gar Hoyerswerda wurde nicht verwirklicht. Die Wagen und Lokomotiven wurden zur Bahnstrecke Regis-Breitingen–Meuselwitz nach Haselbach gebracht, wo einige der Wagen in Betrieb sind. Ein kleiner Teil der Strecke konnte auf dem Gelände der Energiefabrik Knappenrode verbleiben, wo ein 700 Meter langer Rundkurs mit Draisinenverkehr errichtet wurde. Heute sind die ehemaligen Strecken am Dubringer Moor durch einen Wanderweg erschlossen, an den ehemaligen Haltepunkten sind Hinweisschilder zu den naturnahen Sehenswürdigkeiten zu sehen. Auch einige andere ehemaligen Grubenbahnstrecken sind heute als Radweg ausgebaut.

## Technik
Die nach der Jahrtausendwende noch betriebenen Strecken sind regelspurig und werden elektrisch mit 2,4 kV Gleichspannung betrieben. Auf den zweigleisigen Strecken besteht Gleiswechselbetrieb. Die Betriebszentrale befindet sich in Schwarze Pumpe.